# Serpan Peak
Der Serpan Peak ist ein kleiner und 1445 m hoher Berggipfel im westantarktischen Queen Elizabeth Land. In der Neptune Range der Pensacola Mountains überragt er unmittelbar westlich der Rivas Peaks das Washington Escarpment.
Der United States Geological Survey kartierte ihn anhand eigener Vermessungen und Luftaufnahmen der United States Navy aus den Jahren von 1956 bis 1966. Das Advisory Committee on Antarctic Names benannte ihn 1965 nach Robert D. Serpan, der von 1963 bis 1964 als Aerograph des Survey in der Neptune Range tätig war.